# 与謝郡

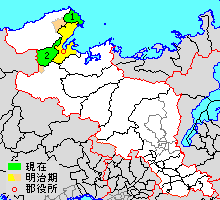
京都府与謝郡の位置（1.伊根町 2.与謝野町 薄黄：後に他郡に編入された地域）

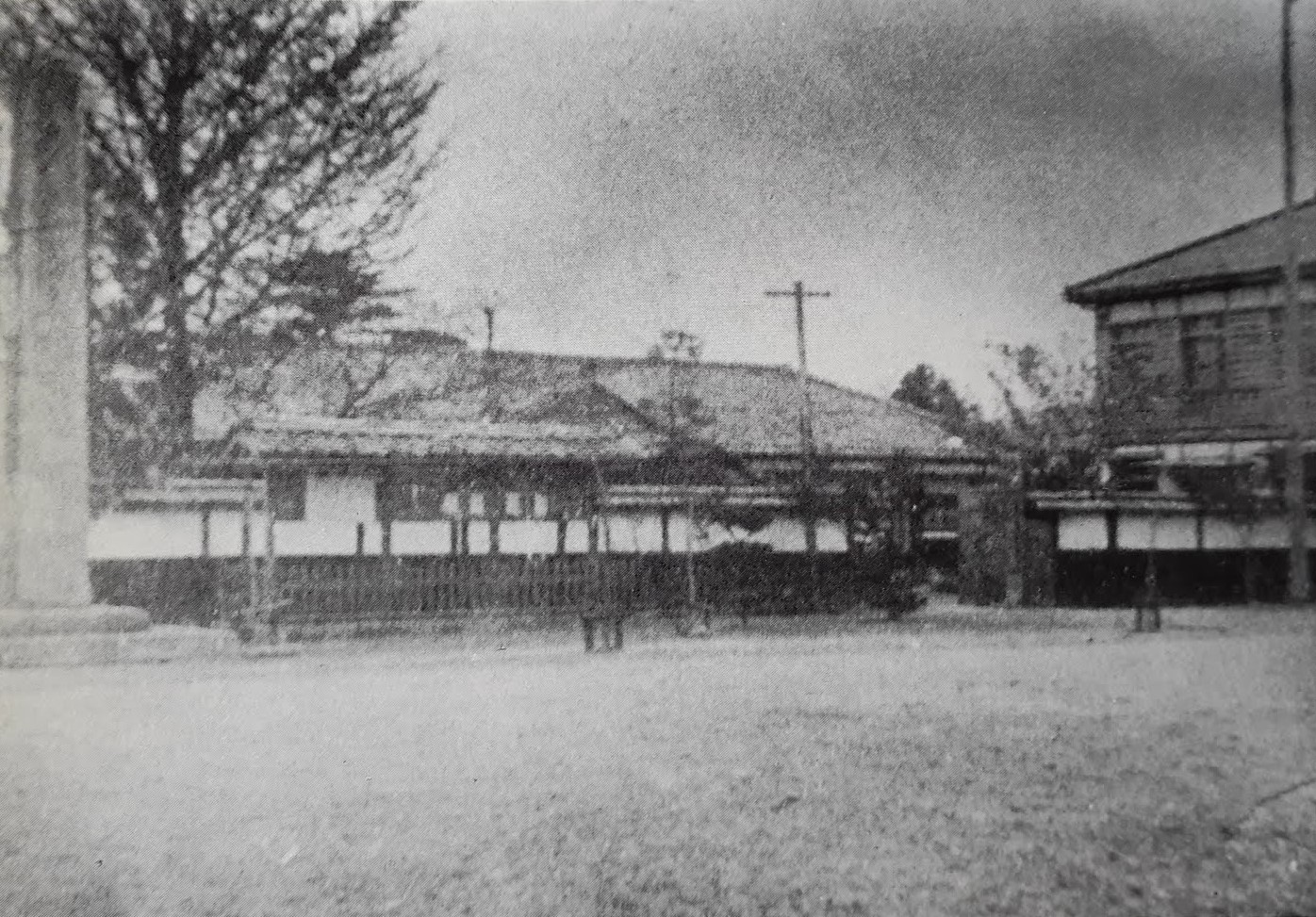
宮津町にあった与謝郡役所（大正時代）

- 令制国一覧 > 山陰道 > 丹後国 > 与謝郡
- 日本 > 近畿地方 > 京都府 > 与謝郡

与謝郡（よさぐん）は、京都府（丹後国）の郡。
人口20,011人、面積170.33km²、人口密度117人/km²。（2025年3月1日、推計人口）
下記の2町を含む。
- 伊根町（いねちょう）
- 与謝野町（よさのちょう）

## 郡域
1897年（明治12年）に行政区画として発足した当時の郡域は、上記2町のほか、概ね下記の区域にあたる。
- 宮津市の大部分（由良・石浦を除く）
- 京丹後市の一部（弥栄町須川・弥栄町野中・丹後町大石）
- 福知山市の一部（雲原）

## 歴史
地元では「よさぐん」ではなく「よざぐん」と発音されることが多い。2011年3月11日に開通した山陰近畿自動車道与謝天橋立ICは、地元の読み方を尊重して「よざあまのはしだて」と命名されている。また与謝野町内の地名「与謝」は行政上も「よざ」と読まれる。

### 古代
地名としてのよさは雄略天皇22年に「餘社郡」で初見される。入江の見られる郡域において、湾での「よせあみ」（寄網）漁法が「よさみ」、そして「よさ」へ転訛したものである。
7世紀に丹波国の与射評として設置された。701年に評が郡になり、713年に丹後国が設置されるとこれに属した。

#### 郷
『和名類聚抄』に記される郡内の郷。
- 宮津郷
- 日置郷
- 拝師郷
- 物部郷
- 山田郷
- 謁叡郷
- 神戸郷

#### 式内社
『延喜式』神名帳に記される郡内の式内社。
| 神名帳                       | 神名帳              | 神名帳 | 神名帳           | 比定社                               | 比定社                                  | 比定社             | 集成 |
| 社名                         | 読み                | 格     | 付記             | 社名                                 | 所在地                                  | 備考               | 集成 |
| ---------------------------- | ------------------- | ------ | ---------------- | ------------------------------------ | --------------------------------------- | ------------------ | ---- |
| 与謝郡 20座（大3座・小17座） |                     |        |                  |                                      |                                         |                    |      |
| 篭神社                       | コノ コモリ         | 名神大 | 月次新嘗         | 籠神社                               | 京都府宮津市大垣430                     | 丹後国一宮         |      |
| 物部神社                     | モノノヘノ          | 小     |                  | 物部神社                             | 京都府与謝郡与謝野町大字石川字物部2013  |                    |      |
| 弥刀神社                     | イヤトノ ミト       | 小     |                  | 弥刀神社                             | 京都府与謝郡与謝野町上山田1340          |                    |      |
| 須代神社                     | スシロノ            | 小     |                  | 須代神社                             | 京都府与謝郡与謝野町明石599             |                    |      |
| 布甲神社                     | フカフ              | 小     |                  | （廃絶）                             | （廃絶）                                |                    |      |
| 宇豆貴神社                   | ウツキノ            | 小     |                  | 宇豆貴神社                           | 京都府与謝郡与謝野町与謝510             |                    |      |
| 阿知江神社                   | アチエノ            | 小     |                  | 合祀：大虫神社                       | 京都府与謝郡与謝野町温江1821            |                    |      |
| 久理陁神社                   | クリタノ            | 小     |                  | （論）久理陀神社                     | 京都府宮津市小田宿野字中谷262           |                    |      |
| 久理陁神社                   | クリタノ            | 小     | （論）住吉神社   | 京都府宮津市上司字蟹ノ神1332         |                                         |                    |      |
| 多由神社                     | タユノ              | 小     |                  | 多由神社                             | 京都府宮津市田井字石谷153-1             |                    |      |
| 宇良神社                     | ウラノ              | 小     |                  | （論）浦嶋神社                       | 京都府与謝郡伊根町本庄浜191             |                    |      |
| 矢田部神社                   | ヤタヘノ            | 小     |                  | 矢田部神社                           | 京都府与謝郡与謝野町石川字矢田4626      |                    |      |
| 阿知江いそ部神社             | アチヘイソヘノ      | 小     |                  | 阿知江いそ部社                       | 京都府与謝郡与謝野町岩屋森谷763         |                    |      |
| 阿知江いそ部神社             | アチヘイソヘノ      | 小     | （論）須津彦神社 | 京都府宮津市須津字吉里1564           |                                         |                    |      |
| 倭文神社                     | シトリノ            | 小     |                  | 倭文神社                             | 京都府与謝郡与謝野町三河内1453          |                    |      |
| 三重神社                     | ミヘノ              | 小     |                  | 三重神社                             | 京都府京丹後市大宮町三重字三坂谷133     |                    |      |
| 木積神社                     | コツミノ            | 小     |                  | 木積神社                             | 京都府与謝郡与謝野町弓木字石田宮ヶ谷408 |                    |      |
| 板列神社                     | イタツラノ イタナミ | 小     |                  | （論）板列八幡神社                   | 京都府与謝郡与謝野町男山178             |                    |      |
| 板列神社                     | イタツラノ イタナミ | 小     | （論）板列神社   | 京都府与謝郡与謝野町岩滝58           |                                         |                    |      |
| 杉末神社                     | スキスヱノ          | 小     |                  | 杉末神社                             | 京都府宮津市宮町1408                    | 山王宮日吉神社摂社 |      |
| 吾野神社                     | ワカノノ            | 小     |                  | （論）須津彦神社                     | 京都府宮津市須津字吉里1564              |                    |      |
| 吾野神社                     | ワカノノ            | 小     | （論）吾野神社   | 京都府与謝郡与謝野町加悦字天神山50-1 | 天満神社摂社                            |                    |      |
| 大虫神社                     | オホムシノ          | 名神大 |                  | 大虫神社                             | 京都府与謝郡与謝野町温江1821            |                    |      |
| 小虫神社                     | コムシノ ヲムシ     | 名神大 |                  | 小虫神社                             | 京都府与謝郡与謝野町温江102             |                    |      |
| 凡例を表示                   |                     |        |                  |                                      |                                         |                    |      |

1. ↑  3字目は「こざと偏に「施」の右部」。
2. 1 2  「いそ」は「山偏に石」。

### 近世以降の沿革
- 「旧高旧領取調帳」に記載されている明治初年時点での支配は以下の通り。幕府領は久美浜代官所が管轄。（3町92村）

| 知行         | 知行           | 村数     | 村名 |
| ------------ | -------------- | -------- | --- |
| 幕府領       | 幕府領         | 9村      | 大島村、大原村、新井村、本坂村、野村、本庄上村、本庄浜村、峠村、畑谷村 |
| 藩領         | 丹後宮津藩     | 3町 82村 | 宮津、雲原村、与謝村、滝村、金屋村、後野村、加悦町、温江村、加悦奥村、算所村、三河内村、四辻村、幾地村、岩屋村、田中村、有田村、須津村、石川村、明石村、香河村、鍛冶町、猟師町、小田村、喜多村、今福村、宮村、惣村、皆原村、山中村、新宮村、脇村、中村、小寺村、上司町、中津村、小田宿野村、島陰村、田井村、矢原村、獅子村、獅子崎村、波路村、上山田村、下山田村、弓木村、岩滝村、男山村、国分村、溝尻村、小松村、成相寺村、中野村、大垣村、江尻村、難波野村、日置浜村、日置上村、畑村、下世屋村、松尾村、東野村、上世屋村、駒倉村、木子村、須川村、野中村、里波見村、長江村、外垣村、岩ヶ鼻村、田原村、日出村、亀島村、平田村、日ケ谷村、菅野村、本庄宇治村、長延村、蒲入村、野室村、津母村、井室村、六万部村、泊村 |
| 幕府領・藩領 | 幕府領・宮津藩 | 1村      | 奥波見村 |

- 慶応4年
  - 4月19日（1868年5月21日） - 幕府領が府中裁判所の管轄となる。
  - 閏4月28日（1868年6月18日） - 府中裁判所の管轄地域が久美浜県の管轄となる。
- 明治初年（3町92村）
  - 奥波見村のうち宮津藩領が分立して中波見村となる。
  - 日置浜村・日置上村が合併して日置村となる。
- 明治4年
  - 7月14日（1871年8月29日） - 廃藩置県により、藩領が宮津県の管轄となる。
  - 11月2日（1871年12月13日） - 第1次府県統合により、全域が豊岡県の管轄となる。
- 明治8年（1875年） - 惣村の一部（旧・枝郷文珠門前）より文珠村が起立。（3町93村）
- 明治9年（1876年）8月21日 - 第2次府県統合により京都府の管轄となる。
- 明治12年（1879年）4月10日 - 郡区町村編制法の京都府での施行により、行政区画としての与謝郡が発足。郡役所が宮津に設置。
- 明治18年（1885年） - 田中村・有田村が合併して滝馬村となる。（3町92村）

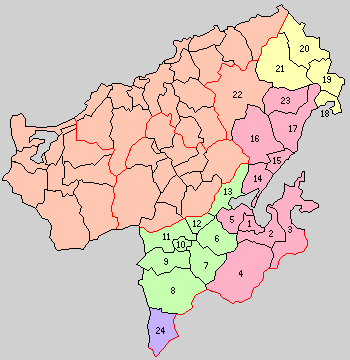
1.宮津町 2.城東村 3.栗田村 4.上宮津村 5.吉津村 6.石川村 7.桑飼村 8.与謝村 9.加悦町 10.三河内村 11.市場村 12.山田村 13.岩滝村 14.府中村 15.日置村 16.世屋村 17.養老村 18.伊根村 19.朝妻村 20.本庄村 21.筒川村 22.野間村 23.日ケ谷村 24.雲原村（紫：福知山市 赤：宮津市 橙：京丹後市 黄：伊根町 緑：与謝野町）

- 明治22年（1889年）4月1日 - 町村制の施行により、下記の町村が発足。（2町22村）
  - 宮津町（宮津[12]が単独町制。現・宮津市）
  - 城東村 ← 惣村、皆原村、滝馬村、波路村、山中村、宮村、獅子崎村、猟師町、鍛冶町［一部[13]を除く］（現・宮津市）
  - 栗田村 ← 新宮村、脇村、中村、小寺村、上司町、中津村、小田宿野村、島陰村、田井村、矢原村、獅子村（現・宮津市）
  - 上宮津村 ← 小田村、喜多村、今福村（現・宮津市）
  - 吉津村 ← 須津村、文珠村、鍛冶町［一部[13]］（現・宮津市）
  - 石川村（単独村制。現・与謝野町）
  - 桑飼村 ← 温江村、明石村、香河村（現・与謝野町）
  - 与謝村 ← 与謝村、滝村、金屋村（現・与謝野町）
  - 加悦町 ← 加悦町、算所村、加悦奥村、後野村（現・与謝野町）
  - 三河内村（単独村制。現・与謝野町）
  - 市場村 ← 四辻村、幾地村、岩屋村（現・与謝野町）
  - 山田村 ← 上山田村、下山田村（現・与謝野町）
  - 岩滝村 ← 弓木村、岩滝村、男山村（現・与謝野町）
  - 府中村 ← 国分村、小松村、中野村、大垣村、江尻村、難波野村、成相寺村、溝尻村（現・宮津市）
  - 日置村（単独村制。現・宮津市）
  - 世屋村 ← 畑村、下世屋村、松尾村、東野村、上世屋村、駒倉村、木子村（現・宮津市）
  - 養老村 ← 里波見村、中波見村、奥波見村、長江村、岩ヶ鼻村、外垣村、大島村、田原村（現・宮津市）
  - 伊根村 ← 亀島村、平田村、日出村（現・伊根町）
  - 朝妻村 ← 大原村、新井村、井室村、六万部村、泊村、津母村、峠村、畑谷村（現・伊根町）
  - 本庄村 ← 本庄上村、本庄宇治村、本庄浜村、野室村、長延村、蒲入村（現・伊根町）
  - 筒川村 ← 菅野村、野村、本坂村（現・伊根町）
  - 野間村 ← 須川村（現・宮津市、京丹後市）、野中村（現・京丹後市）
  - 日ケ谷村（単独村制。現・宮津市）
  - 雲原村（単独村制。現・福知山市）
- 明治27年（1894年）10月12日 - 市場村の一部（岩屋）が分立して岩屋村が発足。（2町23村）
- 明治32年（1899年）
  - 7月1日 - 郡制を施行。
  - 7月28日 - 野間村の一部（大字野中の一部[14]）が竹野郡八木村に編入。
- 明治35年（1902年）4月1日 - 雲原村の所属郡が天田郡に変更。（2町22村）
- 大正10年（1921年）4月1日 - 岩滝村が町制施行して岩滝町となる。（3町21村）
- 大正12年（1923年）4月1日 - 郡会が廃止。郡役所は存続。
- 大正13年（1924年）9月1日 - 城東村が宮津町に編入。（3町20村）
- 大正15年（1926年）7月1日 - 郡役所が廃止。以降は地域区分名称となる。
- 昭和23年（1948年）4月1日
  - 野間村の一部（大字須川の一部[15]）が日ケ谷村に編入。
  - 野間村の所属郡が竹野郡に変更。（3町19村）
- 昭和26年（1951年）4月1日 - 上宮津村が宮津町に編入。（3町18村）
- 昭和29年（1954年）
  - 6月1日 - 宮津町・栗田村・吉津村・府中村・日置村・世屋村・養老村・日ケ谷村が合併して宮津市が発足し、郡より離脱。（2町11村）
  - 11月3日 - 伊根村・朝妻村・本庄村・筒川村が合併して伊根町が発足。（3町7村）
  - 12月1日 - 桑飼村・与謝村・加悦町が合併し、改めて加悦町が発足。（3町5村）
- 昭和30年（1955年）3月1日 - 三河内村・岩屋村・市場村・山田村・石川村が合併して野田川町が発足。（4町）
- 平成18年（2006年）3月1日 - 加悦町・岩滝町・野田川町が合併して与謝野町が発足。（2町）

### 変遷表
| 明治22年以前          | 明治22年以前           | 明治22年 4月1日 町村制施行 | 明治22年 - 明治45年                | 大正元年 - 大正15年          | 昭和元年 - 昭和64年            | 昭和元年 - 昭和64年           | 平成元年 - 現在         | 現在     |
| --------------------- | ---------------------- | -------------------------- | ---------------------------------- | ---------------------------- | ------------------------------ | ----------------------------- | ----------------------- | -------- |
| 小田村                | 小田村                 | 上宮津村                   | 上宮津村                           | 上宮津村                     | 昭和26年4月1日 宮津町に編入    | 昭和29年6月1日 宮津市         | 宮津市                  | 宮津市   |
| 喜多村                |                        | 上宮津村                   | 上宮津村                           | 上宮津村                     | 昭和26年4月1日 宮津町に編入    | 昭和29年6月1日 宮津市         | 宮津市                  | 宮津市   |
| 今福村                |                        | 上宮津村                   | 上宮津村                           | 上宮津村                     | 昭和26年4月1日 宮津町に編入    | 昭和29年6月1日 宮津市         | 宮津市                  | 宮津市   |
| 宮津                  | 宮津                   | 宮津町                     | 宮津町                             | 宮津町                       | 宮津町                         | 昭和29年6月1日 宮津市         | 宮津市                  | 宮津市   |
| 惣村                  | 惣村                   | 城東村                     | 城東村                             | 大正13年9月1日 宮津町に編入  | 宮津町                         | 昭和29年6月1日 宮津市         | 宮津市                  | 宮津市   |
| 田中村                | 明治18年 滝馬村        | 城東村                     | 城東村                             | 大正13年9月1日 宮津町に編入  | 宮津町                         | 昭和29年6月1日 宮津市         | 宮津市                  | 宮津市   |
| 有田村                | 明治18年 滝馬村        | 城東村                     | 城東村                             | 大正13年9月1日 宮津町に編入  | 宮津町                         | 昭和29年6月1日 宮津市         | 宮津市                  | 宮津市   |
| 皆原村                |                        | 城東村                     | 城東村                             | 大正13年9月1日 宮津町に編入  | 宮津町                         | 昭和29年6月1日 宮津市         | 宮津市                  | 宮津市   |
| 波路村                |                        | 城東村                     | 城東村                             | 大正13年9月1日 宮津町に編入  | 宮津町                         | 昭和29年6月1日 宮津市         | 宮津市                  | 宮津市   |
| 山中村                |                        | 城東村                     | 城東村                             | 大正13年9月1日 宮津町に編入  | 宮津町                         | 昭和29年6月1日 宮津市         | 宮津市                  | 宮津市   |
| 宮村                  |                        | 城東村                     | 城東村                             | 大正13年9月1日 宮津町に編入  | 宮津町                         | 昭和29年6月1日 宮津市         | 宮津市                  | 宮津市   |
| 獅子崎村              |                        | 城東村                     | 城東村                             | 大正13年9月1日 宮津町に編入  | 宮津町                         | 昭和29年6月1日 宮津市         | 宮津市                  | 宮津市   |
| 猟師町                |                        | 城東村                     | 城東村                             | 大正13年9月1日 宮津町に編入  | 宮津町                         | 昭和29年6月1日 宮津市         | 宮津市                  | 宮津市   |
| 鍛冶町                | 一部を除く             | 城東村                     | 城東村                             | 大正13年9月1日 宮津町に編入  | 宮津町                         | 昭和29年6月1日 宮津市         | 宮津市                  | 宮津市   |
| 鍛冶町                | 一部                   | 吉津村                     | 吉津村                             | 吉津村                       | 吉津村                         | 昭和29年6月1日 宮津市         | 宮津市                  | 宮津市   |
| 須津村                |                        | 吉津村                     | 吉津村                             | 吉津村                       | 吉津村                         | 昭和29年6月1日 宮津市         | 宮津市                  | 宮津市   |
| 惣村 （枝郷文珠門前） | 明治8年 起立 文珠村    | 吉津村                     | 吉津村                             | 吉津村                       | 吉津村                         | 昭和29年6月1日 宮津市         | 宮津市                  | 宮津市   |
| 新宮村                | 新宮村                 | 栗田村                     | 栗田村                             | 栗田村                       | 栗田村                         | 昭和29年6月1日 宮津市         | 宮津市                  | 宮津市   |
| 脇村                  |                        | 栗田村                     | 栗田村                             | 栗田村                       | 栗田村                         | 昭和29年6月1日 宮津市         | 宮津市                  | 宮津市   |
| 中村                  |                        | 栗田村                     | 栗田村                             | 栗田村                       | 栗田村                         | 昭和29年6月1日 宮津市         | 宮津市                  | 宮津市   |
| 小寺村                |                        | 栗田村                     | 栗田村                             | 栗田村                       | 栗田村                         | 昭和29年6月1日 宮津市         | 宮津市                  | 宮津市   |
| 上司町                |                        | 栗田村                     | 栗田村                             | 栗田村                       | 栗田村                         | 昭和29年6月1日 宮津市         | 宮津市                  | 宮津市   |
| 中津村                |                        | 栗田村                     | 栗田村                             | 栗田村                       | 栗田村                         | 昭和29年6月1日 宮津市         | 宮津市                  | 宮津市   |
| 小田宿野村            |                        | 栗田村                     | 栗田村                             | 栗田村                       | 栗田村                         | 昭和29年6月1日 宮津市         | 宮津市                  | 宮津市   |
| 島陰村                |                        | 栗田村                     | 栗田村                             | 栗田村                       | 栗田村                         | 昭和29年6月1日 宮津市         | 宮津市                  | 宮津市   |
| 田井村                |                        | 栗田村                     | 栗田村                             | 栗田村                       | 栗田村                         | 昭和29年6月1日 宮津市         | 宮津市                  | 宮津市   |
| 矢原村                |                        | 栗田村                     | 栗田村                             | 栗田村                       | 栗田村                         | 昭和29年6月1日 宮津市         | 宮津市                  | 宮津市   |
| 獅子村                |                        | 栗田村                     | 栗田村                             | 栗田村                       | 栗田村                         | 昭和29年6月1日 宮津市         | 宮津市                  | 宮津市   |
| 国分村                | 国分村                 | 府中村                     | 府中村                             | 府中村                       | 府中村                         | 昭和29年6月1日 宮津市         | 宮津市                  | 宮津市   |
| 小松村                |                        | 府中村                     | 府中村                             | 府中村                       | 府中村                         | 昭和29年6月1日 宮津市         | 宮津市                  | 宮津市   |
| 中野村                |                        | 府中村                     | 府中村                             | 府中村                       | 府中村                         | 昭和29年6月1日 宮津市         | 宮津市                  | 宮津市   |
| 大垣村                |                        | 府中村                     | 府中村                             | 府中村                       | 府中村                         | 昭和29年6月1日 宮津市         | 宮津市                  | 宮津市   |
| 江尻村                |                        | 府中村                     | 府中村                             | 府中村                       | 府中村                         | 昭和29年6月1日 宮津市         | 宮津市                  | 宮津市   |
| 難波野村              |                        | 府中村                     | 府中村                             | 府中村                       | 府中村                         | 昭和29年6月1日 宮津市         | 宮津市                  | 宮津市   |
| 成相寺村              |                        | 府中村                     | 府中村                             | 府中村                       | 府中村                         | 昭和29年6月1日 宮津市         | 宮津市                  | 宮津市   |
| 溝尻村                |                        | 府中村                     | 府中村                             | 府中村                       | 府中村                         | 昭和29年6月1日 宮津市         | 宮津市                  | 宮津市   |
| 日置浜村              | 明治初年 日置村        | 日置村                     | 日置村                             | 日置村                       | 日置村                         | 昭和29年6月1日 宮津市         | 宮津市                  | 宮津市   |
| 日置上村              | 明治初年 日置村        | 日置村                     | 日置村                             | 日置村                       | 日置村                         | 昭和29年6月1日 宮津市         | 宮津市                  | 宮津市   |
| 畑村                  | 畑村                   | 世屋村                     | 世屋村                             | 世屋村                       | 世屋村                         | 昭和29年6月1日 宮津市         | 宮津市                  | 宮津市   |
| 下世屋村              |                        | 世屋村                     | 世屋村                             | 世屋村                       | 世屋村                         | 昭和29年6月1日 宮津市         | 宮津市                  | 宮津市   |
| 松尾村                |                        | 世屋村                     | 世屋村                             | 世屋村                       | 世屋村                         | 昭和29年6月1日 宮津市         | 宮津市                  | 宮津市   |
| 東野村                |                        | 世屋村                     | 世屋村                             | 世屋村                       | 世屋村                         | 昭和29年6月1日 宮津市         | 宮津市                  | 宮津市   |
| 上世屋村              |                        | 世屋村                     | 世屋村                             | 世屋村                       | 世屋村                         | 昭和29年6月1日 宮津市         | 宮津市                  | 宮津市   |
| 駒倉村                |                        | 世屋村                     | 世屋村                             | 世屋村                       | 世屋村                         | 昭和29年6月1日 宮津市         | 宮津市                  | 宮津市   |
| 木子村                |                        | 世屋村                     | 世屋村                             | 世屋村                       | 世屋村                         | 昭和29年6月1日 宮津市         | 宮津市                  | 宮津市   |
| 里波見村              | 里波見村               | 養老村                     | 養老村                             | 養老村                       | 養老村                         | 昭和29年6月1日 宮津市         | 宮津市                  | 宮津市   |
| 奥波見村              | 奥波見村               | 養老村                     | 養老村                             | 養老村                       | 養老村                         | 昭和29年6月1日 宮津市         | 宮津市                  | 宮津市   |
| 奥波見村              | 明治初年 分立 中波見村 | 養老村                     | 養老村                             | 養老村                       | 養老村                         | 昭和29年6月1日 宮津市         | 宮津市                  | 宮津市   |
| 長江村                |                        | 養老村                     | 養老村                             | 養老村                       | 養老村                         | 昭和29年6月1日 宮津市         | 宮津市                  | 宮津市   |
| 岩ヶ鼻村              |                        | 養老村                     | 養老村                             | 養老村                       | 養老村                         | 昭和29年6月1日 宮津市         | 宮津市                  | 宮津市   |
| 外垣村                |                        | 養老村                     | 養老村                             | 養老村                       | 養老村                         | 昭和29年6月1日 宮津市         | 宮津市                  | 宮津市   |
| 大島村                |                        | 養老村                     | 養老村                             | 養老村                       | 養老村                         | 昭和29年6月1日 宮津市         | 宮津市                  | 宮津市   |
| 田原村                |                        | 養老村                     | 養老村                             | 養老村                       | 養老村                         | 昭和29年6月1日 宮津市         | 宮津市                  | 宮津市   |
| 日ケ谷村              | 日ケ谷村               | 日ケ谷村                   | 日ケ谷村                           | 日ケ谷村                     | 日ケ谷村                       | 昭和29年6月1日 宮津市         | 宮津市                  | 宮津市   |
| 須川村                | 一部                   | 野間村                     | 野間村                             | 野間村                       | 昭和23年4月1日 日ケ谷村に編入  | 昭和29年6月1日 宮津市         | 宮津市                  | 宮津市   |
| 須川村                | 一部を除く             | 野間村                     | 野間村                             | 野間村                       | 昭和23年4月1日 所属変更 竹野郡 | 昭和30年3月1日 竹野郡弥栄町   | 平成16年4月1日 京丹後市 | 京丹後市 |
| 野中村                | 一部を除く             | 野間村                     | 野間村                             | 野間村                       | 昭和23年4月1日 所属変更 竹野郡 | 昭和30年3月1日 竹野郡弥栄町   | 平成16年4月1日 京丹後市 | 京丹後市 |
| 野中村                | 一部                   | 野間村                     | 明治32年7月28日 竹野郡八木村に編入 | 大正14年12月1日 竹野郡豊栄村 | 竹野郡豊栄村                   | 昭和30年2月1日 竹野郡丹後町   | 平成16年4月1日 京丹後市 | 京丹後市 |
| 弓木村                | 弓木村                 | 岩滝村                     | 岩滝村                             | 大正10年4月1日 町制 岩滝町   | 岩滝町                         | 岩滝町                        | 平成18年3月1日 与謝野町 | 与謝野町 |
| 岩滝村                |                        | 岩滝村                     | 岩滝村                             | 大正10年4月1日 町制 岩滝町   | 岩滝町                         | 岩滝町                        | 平成18年3月1日 与謝野町 | 与謝野町 |
| 男山村                |                        | 岩滝村                     | 岩滝村                             | 大正10年4月1日 町制 岩滝町   | 岩滝町                         | 岩滝町                        | 平成18年3月1日 与謝野町 | 与謝野町 |
| 加悦町                | 加悦町                 | 加悦町                     | 加悦町                             | 加悦町                       | 加悦町                         | 昭和29年12月1日 加悦町        | 平成18年3月1日 与謝野町 | 与謝野町 |
| 算所村                |                        | 加悦町                     | 加悦町                             | 加悦町                       | 加悦町                         | 昭和29年12月1日 加悦町        | 平成18年3月1日 与謝野町 | 与謝野町 |
| 加悦奥村              |                        | 加悦町                     | 加悦町                             | 加悦町                       | 加悦町                         | 昭和29年12月1日 加悦町        | 平成18年3月1日 与謝野町 | 与謝野町 |
| 後野村                |                        | 加悦町                     | 加悦町                             | 加悦町                       | 加悦町                         | 昭和29年12月1日 加悦町        | 平成18年3月1日 与謝野町 | 与謝野町 |
| 温江村                | 温江村                 | 桑飼村                     | 桑飼村                             | 桑飼村                       | 桑飼村                         | 昭和29年12月1日 加悦町        | 平成18年3月1日 与謝野町 | 与謝野町 |
| 明石村                |                        | 桑飼村                     | 桑飼村                             | 桑飼村                       | 桑飼村                         | 昭和29年12月1日 加悦町        | 平成18年3月1日 与謝野町 | 与謝野町 |
| 香河村                |                        | 桑飼村                     | 桑飼村                             | 桑飼村                       | 桑飼村                         | 昭和29年12月1日 加悦町        | 平成18年3月1日 与謝野町 | 与謝野町 |
| 与謝村                | 与謝村                 | 与謝村                     | 与謝村                             | 与謝村                       | 与謝村                         | 昭和29年12月1日 加悦町        | 平成18年3月1日 与謝野町 | 与謝野町 |
| 滝村                  |                        | 与謝村                     | 与謝村                             | 与謝村                       | 与謝村                         | 昭和29年12月1日 加悦町        | 平成18年3月1日 与謝野町 | 与謝野町 |
| 金屋村                |                        | 与謝村                     | 与謝村                             | 与謝村                       | 与謝村                         | 昭和29年12月1日 加悦町        | 平成18年3月1日 与謝野町 | 与謝野町 |
| 三河内村              | 三河内村               | 三河内村                   | 三河内村                           | 三河内村                     | 三河内村                       | 昭和30年3月1日 野田川町       | 平成18年3月1日 与謝野町 | 与謝野町 |
| 上山田村              | 上山田村               | 山田村                     | 山田村                             | 山田村                       | 山田村                         | 昭和30年3月1日 野田川町       | 平成18年3月1日 与謝野町 | 与謝野町 |
| 下山田村              |                        | 山田村                     | 山田村                             | 山田村                       | 山田村                         | 昭和30年3月1日 野田川町       | 平成18年3月1日 与謝野町 | 与謝野町 |
| 石川村                | 石川村                 | 石川村                     | 石川村                             | 石川村                       | 石川村                         | 昭和30年3月1日 野田川町       | 平成18年3月1日 与謝野町 | 与謝野町 |
| 四辻村                | 四辻村                 | 市場村                     | 市場村                             | 市場村                       | 市場村                         | 昭和30年3月1日 野田川町       | 平成18年3月1日 与謝野町 | 与謝野町 |
| 幾地村                |                        | 市場村                     | 市場村                             | 市場村                       | 市場村                         | 昭和30年3月1日 野田川町       | 平成18年3月1日 与謝野町 | 与謝野町 |
| 岩屋村                | 岩屋村                 | 市場村                     | 明治27年10月12日 岩屋村            | 岩屋村                       | 岩屋村                         | 昭和30年3月1日 野田川町       | 平成18年3月1日 与謝野町 | 与謝野町 |
| 亀島村                | 亀島村                 | 伊根村                     | 伊根村                             | 伊根村                       | 伊根村                         | 昭和29年11月3日 伊根町        | 伊根町                  | 伊根町   |
| 平田村                |                        | 伊根村                     | 伊根村                             | 伊根村                       | 伊根村                         | 昭和29年11月3日 伊根町        | 伊根町                  | 伊根町   |
| 日出村                |                        | 伊根村                     | 伊根村                             | 伊根村                       | 伊根村                         | 昭和29年11月3日 伊根町        | 伊根町                  | 伊根町   |
| 本庄上村              | 本庄上村               | 本庄村                     | 本庄村                             | 本庄村                       | 本庄村                         | 昭和29年11月3日 伊根町        | 伊根町                  | 伊根町   |
| 本庄宇治村            |                        | 本庄村                     | 本庄村                             | 本庄村                       | 本庄村                         | 昭和29年11月3日 伊根町        | 伊根町                  | 伊根町   |
| 本庄浜村              |                        | 本庄村                     | 本庄村                             | 本庄村                       | 本庄村                         | 昭和29年11月3日 伊根町        | 伊根町                  | 伊根町   |
| 野室村                |                        | 本庄村                     | 本庄村                             | 本庄村                       | 本庄村                         | 昭和29年11月3日 伊根町        | 伊根町                  | 伊根町   |
| 長延村                |                        | 本庄村                     | 本庄村                             | 本庄村                       | 本庄村                         | 昭和29年11月3日 伊根町        | 伊根町                  | 伊根町   |
| 蒲入村                |                        | 本庄村                     | 本庄村                             | 本庄村                       | 本庄村                         | 昭和29年11月3日 伊根町        | 伊根町                  | 伊根町   |
| 菅野村                | 菅野村                 | 筒川村                     | 筒川村                             | 筒川村                       | 筒川村                         | 昭和29年11月3日 伊根町        | 伊根町                  | 伊根町   |
| 野村                  |                        | 筒川村                     | 筒川村                             | 筒川村                       | 筒川村                         | 昭和29年11月3日 伊根町        | 伊根町                  | 伊根町   |
| 本坂村                |                        | 筒川村                     | 筒川村                             | 筒川村                       | 筒川村                         | 昭和29年11月3日 伊根町        | 伊根町                  | 伊根町   |
| 大原村                | 大原村                 | 朝妻村                     | 朝妻村                             | 朝妻村                       | 朝妻村                         | 昭和29年11月3日 伊根町        | 伊根町                  | 伊根町   |
| 新井村                |                        | 朝妻村                     | 朝妻村                             | 朝妻村                       | 朝妻村                         | 昭和29年11月3日 伊根町        | 伊根町                  | 伊根町   |
| 井室村                |                        | 朝妻村                     | 朝妻村                             | 朝妻村                       | 朝妻村                         | 昭和29年11月3日 伊根町        | 伊根町                  | 伊根町   |
| 六万部村              |                        | 朝妻村                     | 朝妻村                             | 朝妻村                       | 朝妻村                         | 昭和29年11月3日 伊根町        | 伊根町                  | 伊根町   |
| 泊村                  |                        | 朝妻村                     | 朝妻村                             | 朝妻村                       | 朝妻村                         | 昭和29年11月3日 伊根町        | 伊根町                  | 伊根町   |
| 津母村                |                        | 朝妻村                     | 朝妻村                             | 朝妻村                       | 朝妻村                         | 昭和29年11月3日 伊根町        | 伊根町                  | 伊根町   |
| 峠村                  |                        | 朝妻村                     | 朝妻村                             | 朝妻村                       | 朝妻村                         | 昭和29年11月3日 伊根町        | 伊根町                  | 伊根町   |
| 畑谷村                |                        | 朝妻村                     | 朝妻村                             | 朝妻村                       | 朝妻村                         | 昭和29年11月3日 伊根町        | 伊根町                  | 伊根町   |
| 雲原村                | 雲原村                 | 雲原村                     | 明治35年4月1日 所属変更 天田郡     | 天田郡雲原村                 | 天田郡雲原村                   | 昭和30年4月1日 福知山市に編入 | 福知山市                | 福知山市 |

## 行政
歴代郡長
| 代 | 氏名 | 就任年月日                | 退任年月日                | 備考                   |
| -- | ---- | ------------------------- | ------------------------- | ---------------------- |
| 1  |      | 明治11年（1879年）4月10日 |                           |                        |
|    |      |                           | 大正15年（1926年）6月30日 | 郡役所廃止により、廃官 |